# チャールズ・ブリッジマン
チャールズ・ブリッジマン(Charles Bridgeman 1690年 - 1738年)はイギリスの造園家。ガーデン・デザイナーで、ストウ庭園など、イギリスを代表する名園を多く造り出した人物。手がけた非対称型の庭園は、のちに自然主義的風景スタイルの庭・風景式庭園をイングリッシュガーデンデザイン型式の庭園として導き、またハハー (Ha－ha)(英語版)といった庭園技法を考案した庭園史上の重要人物で、宮廷庭師をもつとめているが、彼の後継者たるウィリアム・ケントやランスロット・ブラウンなどと比較すると記録も少なく、その経歴は不鮮明である。
残された記録によると、1690年の生まれとされる。父親はケンブリッジで働いたとされる庭師。 ブリッジマンは、ブロンプトンの農営場で働き、造園の世界へ入る。 1714年ごろには王立庭園の主任庭師であったヘンリー・ワイズのもとで働き始めたという。1717年に結婚。

## ハハーの考案
ブリッジマンはまた、庭園内のうちと外の風景をつながってみえるように、庭園を囲んでいた塀などを取り払い、代わりに空掘りを造り動物の侵入を防ぐ手立てを講じた。さらに低木などを植栽して空掘りを隠す。こうして庭園と自然風景とを一体化させる手法を確立した。これがハハァ (Ha-ha)(英語版) と呼ばれた手法で、近くにいくと空掘りの仕掛けがわかり、「ハハー」と感心するさまから名づけられたというが、これは以前からフランスの軍事技術などでもみられる手法である。

## ストウ庭園修景
ブリッジマンは、バッキンガムッシャーにあるストウ庭園を改修したことで知られ、この庭園設計ほかで、庭園造りも新しい思考をもたらす。1593年にこの地を手に入れたサー・リチャード・テンプルが、この土地に館を新築し庭園を造ろうとしたのは1680年ごろとされている。そのときのものは、丘の上に館を建て、南側に三つの連続したテラス状の区画からなる整形式の庭園形式であった。その庭園に手を加えて自然風景の美しさを取り入れようと考えていた息子の子爵コバムは、ブリッジマンに依頼する。
庭園工事は1715年ごろから開始され、館の北側の入り口から館に対してまっすぐに水路を設置し、エントランス広場に構成される。以前の3区画の庭はまとめてひとつの大きな花壇に変更し、その先に直線の並木道が延長し、八角形の大きな池につながるよう設計されている。館から伸びる園路構成は平面幾何学式庭園の手法がなされているが、主軸の直線並木道から敷地東側が拡張できず、西側のみの拡張となる。このために不規則な構成と化すことで、逆に整形式の伝統的庭園構成を崩し、左右の対象性が完全に喪失、これまでみられなかった庭園を生じさせることとなる。
ストウはその後1727年から西側の区域をさらに拡張するが、直線の園路に囲まれた区画の中に起伏のある牧草地が設置される。
ブリッジマンの手がけた庭園は、のちのケントやブラウンにストウだけでなくチジックハウス、ルーシャムハウス、ジョージ・ワイズととりくんだブレニム、現在のキューガーデンで、18世紀ごろジョージ二世とカロライン王妃が所有していたリッチモンドと、その長男フレデリックの居館の庭園など、その他の庭園も今日いわれるイギリス式庭園へと改修されていく。